# Leia
Leia är ett släkte av tvåvingar som beskrevs av Johann Wilhelm Meigen 1818. Leia ingår i familjen svampmyggor.

## Dottertaxa tillLeia, i alfabetisk ordning[1][2]
- Leia aculeolusa
- Leia albicincta
- Leia albicoxa
- Leia amabilis
- Leia amapaensis
- Leia ampulliforma
- Leia andirai
- Leia annae
- Leia annulicornis
- Leia apicalis
- Leia apinagei
- Leia arcuata
- Leia arsona
- Leia aruaci
- Leia autumnata
- Leia barbarae
- Leia basilewskyi
- Leia beckeri
- Leia biamputata
- Leia bicolor
- Leia bilineata
- Leia bilunula
- Leia bimaculata
- Leia biparitta
- Leia bipunctata
- Leia bisetosa
- Leia biumbaensis
- Leia bivittata
- Leia borgmeieri
- Leia bururiensis
- Leia cayapoi
- Leia cincta
- Leia cincticauda
- Leia circumfera
- Leia collarigera
- Leia completa
- Leia concinna
- Leia continua
- Leia costaricensis
- Leia crucigera
- Leia cuneola
- Leia cylindrica
- Leia decora
- Leia delobeli
- Leia determinaticollis
- Leia dichroma
- Leia diplechina
- Leia disgrega
- Leia diversipes
- Leia divesicornis
- Leia dryas
- Leia elegans
- Leia falculata
- Leia fasciata
- Leia fascipennis
- Leia fisherae
- Leia flavipennis
- Leia flavobrunnea
- Leia flavolimbata
- Leia flavoscutellata
- Leia fontana
- Leia fulva
- Leia fuscicalcar
- Leia gaudchaui
- Leia graeca
- Leia guangxiana
- Leia guaycurusi
- Leia hemiata
- Leia humeralis
- Leia hungarica
- Leia hyalina
- Leia immaculata
- Leia incompleta
- Leia indica
- Leia innotata
- Leia insignis
- Leia intermissa
- Leia interrupta
- Leia ishitanii
- Leia iturupensis
- Leia jeanneli
- Leia junai
- Leia kamijoi
- Leia kaszabi
- Leia leucocera
- Leia lineola
- Leia longiseta
- Leia longwangshana
- Leia maculosa
- Leia major
- Leia malleolus
- Leia martinovskyi
- Leia melaena
- Leia melanoptera
- Leia monoleuca
- Leia montanosilvatica
- Leia muhavuraensis
- Leia nepalensis
- Leia ngorongoroensis
- Leia nigricans
- Leia nigricauda
- Leia nigripalpis
- Leia nigriventris
- Leia nigrocornis
- Leia nigronitida
- Leia nigrospleniata
- Leia nitens
- Leia notabilis
- Leia oblectabilis
- Leia oliveirai
- Leia opima
- Leia orientalis
- Leia padana
- Leia paranensis
- Leia paulensis
- Leia pauliani
- Leia pedifera
- Leia picta
- Leia picticornis
- Leia piffardi
- Leia pilosa
- Leia plaumanni
- Leia plebeja
- Leia poeciloptera
- Leia punctata
- Leia punctiformis
- Leia ravida
- Leia rubrithorax
- Leia rufiptera
- Leia rufithorax
- Leia rwankeriensis
- Leia salobrensis
- Leia schmidti
- Leia schnusei
- Leia setosa
- Leia setosicauda
- Leia smithi
- Leia spinifera
- Leia stelviana
- Leia stigmatica
- Leia stonei
- Leia striata
- Leia subfasciata
- Leia sublunata
- Leia submaculipennis
- Leia subtrifasciata
- Leia thomensis
- Leia tropicalis
- Leia truncatovenosa
- Leia umbrosa
- Leia uncinata
- Leia unicolor
- Leia varia
- Leia ventralis
- Leia winthemi
- Leia winthemii
- Leia yangi